# 1993年3月逝世人物列表
1993年逝世人物列表：1月 - 2月 - 3月 - 4月 - 5月 - 6月 - 7月 - 8月 - 9月 - 10月 - 11月 - 12月
1993年3月逝世人物列表，是用於匯總1993年3月期間逝世人物的列表。

## 依日期排序

### 1日
- 約瑟夫·克裡斯托弗，37歲，美國連環殺手
- 特裡·弗羅斯特，86歲，美國演員[1]
- 魯道夫·格洛索普，91歲，英國採礦和土木工程師。
- 路易士·庫特納，84歲，美國律師[2]
- 羅納德·麥奎伊，84歲，澳大利亞詩人、記者和兒童作家。
- 尼古拉·蒙蒂，72歲，義大利歌劇歌手[3]
- 奧列格·扎伊采夫，53歲，蘇聯冰球後衛[4]

### 2日
- 安德列·巴羅，71歲，法國佛教學家。[5]
- 朱利葉斯·埃伯特，94歲，丹麥跑步者和奧運選手。[6]
- 漢斯·希爾費克，91歲，瑞士工程師
- 查爾馬·湯姆森，79歲，丹麥奧運曲棍球運動員（1948年）。[7]
- 保羅·D·齊默爾曼，54歲，美國編劇[8]

### 3日
- 梅爾·布拉德福德，58歲，美國政治家和學者。
- 羅伯特·卡裡卡特，76歲，法裔美國電影、電視和戲劇演員。[9]
- 比爾·德勞特，71歲，美國漫畫家
- 赫蘇斯·巴爾·蓋伊，87歲，西班牙作曲家、音樂評論家和音樂學家。[10]
- 哈珀·戈夫，81歲，美國音樂家、藝術總監和演員。
- 小岛义雄，61歲，日本擲錘手和奧運選手，自殺。[11]
- 卡洛斯·馬塞洛，83歲，義大利裔美國黑幫[12]
- 卡洛斯·蒙托亞，89歲，西班牙弗拉門戈吉他手[13]
- 詹姆斯·艾倫·紅狗，39歲，美國被定罪的殺人犯
- 阿爾伯特·沙賓，86歲，波蘭裔美國病毒學家[14]
- 解学恭，76歲，中國政治家。

### 4日
- 傑羅姆·安布羅，64歲，美國政治家。
- 喬治特·阿尼斯，83歲，法國女演員[15]
- 安什拉夫斯·埃格利蒂斯，86歲，拉脫維亞作家、記者和畫家，癌症患者。
- 阿特·霍德斯，88歲，美國爵士鋼琴家。[16]
- 托米斯拉夫·伊夫契奇，40歲，克羅埃西亞流行歌手，詞曲作者和政治家，交通事故。
- 瓦魯江·柯伊安，57歲，亞美尼亞裔美國指揮家。[17]
- 艾薩克·科爾索夫，99歲，荷蘭裔美國化學家和學者。[18]
- 卡伊蘇·萊佩寧，88歲，芬蘭女演員。
- 尼古拉斯·雷德利，64歲，英國政治家，國會議員
- 理查·塞爾，81歲，美國編劇和導演。[19]

### 5日
- 科林·艾倫，71歲，紐西蘭殖民地行政長官和作家。
- 阿爾弗雷德·阿什利-布朗，85歲，澳大利亞政治家，國會議員（1972-1974）。
- 漢斯·克利斯蒂安·布萊赫，78歲，德國演員。[20]
- 西瑞爾·柯拉，35歲，法國電影製片人[21]
- 赫歇爾·多爾蒂，82歲，美國電視和電影導演和演員。[22]
- 吉恩·佛迪亞克，89歲，德國摔跤手。
- 華萊士·吉文斯，82歲，美國數學家和計算機科學家。
- 艾吉爾·博根·約翰森，58歲，挪威奧運弓箭手（1972年）。[23]
- 羅伯特·麥肯斯，94歲，英國兒科醫生、生物化學家和營養學家。[24]
- 傑洪·米爾扎耶夫，46歲，亞塞拜然演員，心臟病發作。
- 羅伯特·索耶，41歲，美國被定罪的殺人犯，被注射死刑。
- 麥克·斯皮迪，73歲，美國橄欖球運動員。

### 6日
- 相生高秀，81歲，二戰期間日本飛行王牌。
- 瓦倫蒂娜·鮑裡森科，73歲，蘇聯棋手。
- 安德魯·吉爾克裡斯特，82歲，蘇格蘭外交官。[25]
- 丹·詹森，48歲，加拿大冰球運動員。[26]
- 道格拉斯·馬蘭德，58歲，美國編劇[27]
- 瓦爾特·西格蒙德-舒爾茲，76歲，德國音樂學家。[28]

### 7日
- 瑪麗亞·巴拉巴諾娃，81歲，蘇聯和俄羅斯舞台和電影女演員。
- 杜安·卡特，79歲，美國賽車手。[29]
- 阿諾德·弗蘭切蒂，81-82歲，義大利裔美國作曲家。[30]
- 托尼·哈裡斯，76歲，南非板球運動員。
- 懷特·卡昌，67歲，美國籃球運動員。[31]
- 約翰·梅里爾·納普，78歲，美國音樂學家和學者。[32]
- 瑪律蒂·拉尼，83歲，芬蘭作家。[33]
- 派特裡夏·勞倫斯，67歲，英國女演員。
- 卡洛·馬薩雷拉，73歲，義大利演員和記者，肺癌。
- 安傑洛·皮卡盧加，86歲，義大利足球運動員。[34]
- 吉姆·斯帕維塔，66歲，美國橄欖球運動員、教練和高管。[35]
- 傑里米·特裡，67歲，英國純種賽馬訓練師。
- 厄爾·賴特森，77歲，美國歌手[36]

### 8日
- 瑞亞·班克羅夫特，86歲，英裔紐西蘭藝術家。
- 唐·巴克斯代尔，69歲，美國籃球運動員[37]
- 威廉·格奧爾格·伯傑，63歲，羅馬尼亞作曲家、中提琴家和指揮家。[38]
- 所羅門·J·巴克斯鮑姆，63歲，波蘭裔美國物理學家[39]
- 比利·艾克斯汀，78歲，美國爵士音樂家[40]
- 貝倫·施維內科佩爾，80歲，德國檔案保管員和歷史學家。[41]
- 約翰尼斯·圖恩，93歲，愛沙尼亞國際象棋選手。
- 倫斯·維斯，88歲，荷蘭足球運動員。
- 卡爾·A·楊道，80歲，美國海軍陸戰隊少將。

### 9日
- 鮑勃·克羅斯比，79歲，美國歌手、演員和電視節目主持人
- 揚·拉森，47歲，丹麥足球運動員。
- 西里爾·諾斯古德·帕金森，83歲，英國海軍歷史學家[42]
- 帕維爾·帕夫連科，90歲，蘇聯舞台和電影演員。
- 威爾斯·魯特，92歲，美國編劇
- 凡妮亞·沃伊諾娃，58歲，保加利亞籃球運動員。
- 埃德温·巴斯克斯，70歲，秘魯男子射擊運動員。[43]
- 哈里·賴特，73歲，美式橄欖球運動員和教練。
- 马克斯·奥古斯特·佐恩，86歲，德裔美國數學家。[44]

### 10日
- 迪諾·布拉沃，44歲，美國職業摔跤手[45]
- 大衛·岡恩，47歲，美國墮胎護理提供者[46]
- 卡米爾·霍華德，78歲，美國鋼琴家和歌手。[47]
- 弗拉基米爾·蘇捷耶夫，89歲，俄羅斯作家、藝術家和動畫師。
- 圭多·維蘭德，86歲，奧地利舞臺、電影和電視演員。

### 11日
- 蒂博爾·唐納，85歲，匈牙利裔澳大利亞建築師。
- 曼努埃爾·達豐塞卡，81歲，葡萄牙作家。[48]
- 默特爾·麥克拉根，81歲，英國板球運動員。
- 普拉加南達·馬哈斯塔維爾，92歲，尼泊爾佛教僧侶。
- 愛琳·韋爾，82歲，美國女演員。[49]

### 12日
- 尤柳·博多拉，81歲，羅馬尼亞-匈牙利足球運動員。[50]
- 朗尼·飛盤，43歲，美國佈道家，神秘主義者，愛滋病相關併發症。
- 賽義德·沙希德·哈米德，82歲，巴基斯坦陸軍將軍。
- 哈比卜·賈利布，64歲，巴基斯坦革命詩人和活動家。
- 邁克爾·卡寧，83歲，美國編劇[51]
- 安納馬拉伊·拉馬納坦，46歲，印度數學家，心臟病發作併發症。
- 亞歷克斯·泰勒，46歲，美國歌手。[52]
- 朱·瓦利，64歲，美國歌手和電視名人[53]
- 王震，中華人民共和國副主席，於任內病逝。

### 13日
- 克雷爾·胡切特·畢曉普，94歲，瑞士裔美國兒童作家和圖書管理員。[54]
- 洛基·吉佐努，58歲，迦納打擊樂手。
- 吉恩·哈特利，67歲，美國賽車手。[55]
- 盖塔诺·卡尼萨，79歲，義大利心理學家和藝術家。
- 阿爾伯特·毛利·基基，61歲，巴布亞紐幾內亞政治家。[56]
- 派特·馬西，79歲，義大利裔美國政治領袖。
- 佩塔爾·馬澤夫，66歲，馬其頓學院派畫家。[57]
- 亨利·莫里斯，73歲，蘇格蘭足球運動員。[58]
- 吉恩·塔米尼，73歲，瑞士足球運動員。[59]
- 安·韋，77歲，英國影視女演員。

### 14日
- 迪克·阿靈頓，51歲，美式橄欖球運動員，心臟病發作。
- 馬庫斯·巴特利，75歲，英印電影攝影師。
- 拉茲·伯恩，77歲，美國漫畫作家。[60]
- 艾哈邁德·埃巴迪，87歲，伊朗音樂家和塞塔琴演奏家。
- 托雷·伊諾克松，84歲，瑞典奧運亞軍（1936年）。[61]
- 塞爾吉奧·馬南特，68歲，義大利足球運動員和教練。[62]
- 哈羅德·索雷夫，76歲，英國政治家，國會議員（1970-1974）。
- 阿爾伯特·沃森二世，84歲，美國陸軍中將。

### 15日
- 张荔英，86歲，新加坡畫家。
- 保羅·伊斯特林，87歲，美國棒球運動員[63]
- 里卡多·阿里亞斯·埃斯皮諾薩，80歲，巴拿馬政治家，總統（1955-1956）。
- 古斯塔夫·A·赫德倫德，88歲，美國數學家。
- 倫納特·海蘭，73歲，瑞典電視節目主持人和記者。
- 艾度·科瓦切維奇，86歲，克羅埃西亞藝術家。
- 卡尔·马伊，64歲，德國足球運動員和經理[64]

### 16日
- 娜塔莉亞·科雷亞，69歲，葡萄牙知識份子、詩人和社會活動家[65]
- 強尼·辛巴，48歲，蘇格蘭裔美國詞曲作者，歌手和唱片製作人。[66]
- 戈登·唐納森，79歲，蘇格蘭歷史學家。[67]
- 拉爾夫·富爾茨，82歲，美國亡命之徒（巴羅幫）。
- 斯里倫加姆·戈帕拉拉特納姆，53-54歲，印度歌手。
- 穆罕默德·汗·瓊喬，60歲，巴基斯坦政治家，總理（1985-1988），白血病。
- 唐納德·倫道夫，87歲，美國演員[68]
- 笠智眾，88歲，日本演員。[69]
- 喬瓦尼·特斯托里，69歲，義大利劇作家。[70]
- 埃裡希·瓦倫丁，86歲，德國音樂學家。
- 奧迪爾·范登梅爾斯肖，73歲，比利時自行車賽車手。

### 17日
- 喬·阿布瑞尤，79歲，美國棒球運動員。[71]
- 海倫·海耶斯，92歲，美國女演員[72]
- 夏洛特·休斯，115歲，英國超級百歲老人，美國最年長的人（自1988年以來）。
- 阿爾比·帕南，78歲，澳大利亞足球運動員。
- 約翰·喬伊斯·羅素，95歲，美國羅馬天主教主教。
- 托爾斯坦·特萊霍特，81歲，挪威政治家，奧普蘭郡縣長（1976-1981）。
- 約翰·維特，60歲，美國橄欖球運動員，白血病。
- 斯基普·楊，63歲，美國演員

### 18日
- 威廉·K·博德曼，78歲，美國政治家，阿拉斯加眾議院議員（1961-1971）。
- 肯尼思·博尔丁，83歲，英裔美國經濟學家。[73]
- 杰特沃伊·埃莱梅尔，65歲，匈牙利乒乓球運動員。
- 愛德華·沃伯頓·鐘斯，80歲，北愛爾蘭法官和政治家。
- 巴克·喬丹，86歲，美國棒球運動員。[74]
- 亨德里克·呂貝爾斯，66歲，美國曲棍球運動員和奧運選手。[75]
- 艾瑟爾·尼古拉森，92歲，丹麥奧運會撐桿跳運動員（1928年）。[76]
- 卡洛斯·A·佩蒂特，80歲，阿根廷編劇。
- 西瓦斯基·波伊納，36歲，美國被定罪的殺人犯，被電椅處決。
- 羅伯特·A·拉什沃思，68歲，美國將軍、飛行員和宇航員，心臟病發作。
- 喬·泰勒，67歲，美國棒球運動員。[77]

### 19日
- 阿列克谢·阿朱别伊，69歲，蘇聯新聞工作者
- 伯尼·克里明斯，73歲，美式橄欖球運動員和教練。[78]
- 凱倫·道爾頓，55歲，美國民謠藍調音樂家，喉癌。
- 喬治·加瓦倫茨，60歲，亞美尼亞裔法國作曲家。[79]
- 杜爾琪·豪斯，84歲，南非芭蕾舞演員和編舞家。
- 馬克·休斯，60歲，英國政治家，國會議員（1970-1987）。
- 艾爾·麥克威廉姆斯，77歲，美國漫畫家。
- 格哈德·默廷斯，73歲，二戰期間的德國傘兵，納粹和軍火販子。
- 羅傑·蜜雪洛，80歲，法國拳擊手。[80]
- 亨里克·桑德伯格，77歲，丹麥電影製片人。
- 傑夫·沃德，30歲，美國鼓手

### 20日
- 阿爾塞納·奧古斯特，42歲，海地足球運動員，心臟病發作。
- 納西爾·邦達，60歲，巴基斯坦曲棍球運動員。[81]
- 小罗伯特·伯纳姆，61歲，美國天文學家。
- 伯格·耶森，85歲，丹麥數學家。
- 波利卡普·库施，82歲，德裔美國物理學家，諾貝爾獎獲得者（1955年）。[82]
- 雷切爾·梅塞勒，91歲，俄羅斯默片女演員。
- 維維卡南達·穆科帕迪亞迪亞迪亞，89歲，印度孟加拉文學作家。
- 傑拉德·塞寇托，79歲，南非藝術家和音樂家。[83]
- 托尼·斯皮斯，62歲，奧地利高山滑雪運動員。[84]

### 21日
- 塞巴斯蒂亞諾·巴喬，79歲，義大利天主教紅衣主教。
- 艾瑞克·蓋倫，68歲，美國騎師。
- 邁克爾·哈欽森，79歲，蘇格蘭政治家。
- 神永昭夫，56歲，日本柔道運動員[85]
- 西里爾·凱萊特，34歲，英國橄欖球運動員。
- 阿爾伯特·拉蒙，72歲，比利時自行車賽車手。[86]
- 巴迪·斯旺，63歲，美國童星。
- 迪比·泰瑟姆-沃特，75歲，英國陸軍軍官。
- 瓦爾特·伍斯特，91歲，德國印度學家。

### 22日
- 薩米哈·艾維爾迪，87歲，土耳其作家和蘇菲神秘主義者。[87]
- 約翰·J·貝克，93歲，美國政治家。[88]
- 琵雅·貝格豪特，83歲，荷蘭豎琴手。
- 安佐·費爾蒙特，84歲，義大利演員和拳擊手。
- 利奧波德·拉貝茲，73歲，英波反蘇評論員。[89]
- 孙梅英，61歲，中國乒乓球運動員。
- 史蒂夫·奧林，27歲，美國棒球運動員[90]
- 瓦濟爾·奧魯佐夫，36歲，亞塞拜然士兵，在行動中喪生。
- 格雷特·帕盧卡，91歲，德國芭蕾舞演員和舞蹈教師。[91]
- 塞西爾·喬治·佩珀，76歲，澳大利亞板球運動員，心臟病。
- 傑克·萊利，83歲，美式足球運動員（波士頓紅皮隊）。[92]
- 佛蘭克林·德拉諾·威廉姆斯，45歲，美國福音歌手（威廉姆斯兄弟），心臟病發作。

### 23日
- 丹尼斯·P·伯基特，82歲，愛爾蘭外科醫生。[93]
- 蒂姆·克魯斯，31歲，美國棒球運動員[94]
- 羅伯特·克萊頓，68歲，美國小說家。[95]
- 布魯斯·亞歷山大·麥克唐納，68歲，澳大利亞陸軍軍官。
- 葉夫多基亞·尼庫利娜，75歲，蘇聯轟炸機指揮官和蘇聯英雄。
- 托斯滕·拉普，87歲，瑞典空軍軍官。
- 漢斯·維爾納·里希特，84歲，德國作家。[96]

### 24日
- 阿爾伯特·阿倫，88歲，澳大利亞鋼琴家。[97]
- 培根男爵夫人愛麗絲培根，83歲，英國政治家。
- 伊莫金·卡彭特，81歲，美國女演員、音樂家和作曲家。
- 若瑟·山度士·飛利拉，73歲，香港詩人。
- 凱倫·葛森，69歲，德裔英國作家和詩人。[98]
- 羅伯特·哈裡斯，41-42歲，澳大利亞詩人[99]
- 約翰·赫西，78歲，美國記者和小說家[100]
- 安東·彼得林，84歲，斯洛維尼亞物理學家。
- 赫伯特·滕澤爾，87歲，美國政治家。[101]

### 25日
- 波格丹·伊斯特魯，78歲，摩爾多瓦詩人。
- 沃利·卡博，77歲，美國職業摔跤推廣人[102]
- 傑克·波特，76歲，美國爵士小號手和唱片製作人。[103]
- 戴夫·斯特朗，77歲，美式橄欖球運動員，橄欖球和籃球教練。
- 戶浦六宏，62歲，日本演員。
- 比利·威爾遜，65歲，澳大利亞橄欖球運動員和教練。

### 26日
- 托菲奇·巴赫拉莫夫，68歲，蘇聯和亞塞拜然足球運動員和裁判。
- J·卡萊布·博格斯，83歲，美國律師和政治家。[104]
- 路易士·法爾科，50歲，美國愛滋病編舞家。[105]
- 鲁本·法因，78歲，美國棋手，心理學家和作家。[106]
- 路易斯·漢克，88歲，美國拉丁美洲殖民地歷史學家。[107]
- 埃德溫·諾頓，67歲，紐西蘭舉重運動員。
- 羅伊·里格爾斯，84歲，美式橄欖球運動員[108]
- 阿納托利·雅特斯科夫，79歲，第二次世界大戰期間的蘇聯領事和情報官員。

### 27日
- 彼得·阿戈斯蒂尼，80歲，美國雕塑家。[109]
- 卡迈勒·哈桑·阿里，71歲，埃及政治家，總理（1984-1985）。
- 查尔斯·安德森，78歲，美國馬術和奧運冠軍。[110]
- 克利福德·喬丹，61歲，美國薩克斯管演奏家[111]
- 亞瑟·拉爾森，82歲，美國律師、作家和政府官員。[112]
- 亞瑟·拉森，93歲，匈牙利裔美國建築師和室內設計師。
- 伊莉莎白·霍洛威·馬斯頓，100歲，美國律師和心理學家。[113]
- 塔希科·納希奇，58歲，塞爾維亞演員。
- 凱特·里德，62歲，加拿大女演員[114]
- 恩斯特·施特伦，51歲，德國自行車運動員。[115]

### 28日
- 斯科特·坎寧安，36歲，美國巫術作家[116]
- 小米克洛什·霍爾蒂，86歲，匈牙利貴族和政治家。
- 派翠克·勞勒，69歲，加拿大政治家。
- 邁克爾·麥克奈爾-威爾遜，62歲，英國政治家。[117]
- 伊塔洛·塔約，77歲，義大利歌劇歌手。[118]

### 29日
- 第一男爵約翰·羅傑斯，86歲，英國政治家。[119]
- 胡安·路易士·馬丁內斯，50歲，智利前衛詩人、作家和視覺藝術家[120]
- 施特凡·烏赫爾，62歲，斯洛伐克電影導演[121]
- 傑克·斯特林，68歲，英格蘭足球運動員。

### 30日
- 安德魯·布魯內特，91歲，法裔美國奧林匹克滑冰運動員（1924年，1928年，1932年）。[122]
- 理查·迪本科恩，70歲，美國畫家[123]
- 魯本·羅霍，70歲，西班牙裔墨西哥演員，心血管疾病。
- 保罗·托德斯齐尼，72歲，義大利足球運動員和經理。[124]

### 31日
- 拉蒙·阿基諾，75歲，菲律賓最高法院首席大法官。
- 羅伯特·布魯克森，53歲，加拿大奧運賽艇運動員（1964年）。[125]
- 奇查伊，75歲，菲律賓喜劇演員和女演員。
- 第三代拉姆齊男爵艾爾溫·費洛威斯，83歲，英國世襲貴族。
- 曼努埃爾·岡薩雷斯，80歲，西班牙裔美國漫畫家（迪士尼），心力衰竭。
- 李國豪，28歲，美國演員[126]
- 何塞·瑪麗亞·萊姆斯，81歲，薩爾瓦多政治家，總統（1956-1960），霍奇金淋巴瘤。
- 奇普·米德，43歲，美國賽車手，飛機失事。
- 喬·穆哈，71歲，美式橄欖球運動員、教練和官員。
- 米切爾·帕裡什，92歲，美國作詞家。[127]
- 喬治·洛克，94歲，美國籃球、棒球、足球運動員和教練。
- 胡賽因·賽貢，73歲，土耳其足球運動員和足球經理。[128]
- 安琪·斯特拉瓦甘沙，28歲，美國跨性別藝人，愛滋病併發症。